# Escola d'Economia d'Estocolm a Riga
L'Escola d'Economia d'Estocolm a Riga, SSER (en letó: Rīgas Ekonomikas augstskola) és una escola de negocis situada a Riga capital de Letònia. Va ser fundada per Staffan Burenstam Linder el 1994. Durant 1993-1995 Linder va presidir el Comitè Directiu de l'Eurofacultat. L'escola va ser la contribució de Suècia, com a membre del Consell de Estats de la Mar Bàltica.
Com a filial de l'Escola d'Economia d'Estocolm té la missió de proporcionar una educació de la tècnica en els negocis i l'economia que contribueixi al desenvolupament econòmic i social d'Estònia, Letònia i Lituània. L'escola està recolzada pels governs suecs i de Letònia, així com per altres patrocinadors, incloent una varietat de corporacions com l'Open Society Institute fundat per George Soros.
Inicialment, l'escola només va proporcionar l'educació universitària a través del programa de Ciències Econòmiques i Empresarials. SSE Riga només cobra una quota nominal de matrícula. Empra mètodes moderns d'ensenyament, incloent el treball en grup, pràctiques d'estiu i té programes d'intercanvi amb moltes escoles de negocis líders a Europa, a conseqüència del programa Erasmus. A més a més inclou intercanvis amb la Universitat de Hong Kong i la Universitat Stanford. S'inscriuen anualment aproximadament 120 estudiants. Prop del 50% dels estudiants de pregrau són de Letònia, el 20% de Lituània, i el 30% restant d'Estònia, Moldàvia, Ucraïna, Belarús, Geòrgia i Rússia. L'anglès és la llengua d'ensenyament.
L'escola va començar el 2002 un programa de dos anys de Màster en administració d'empreses (MBA) junt amb les Escoles d'Economia d'Estocolm i de la d'Economia d'Estocolm de Rússia. Viatges a Suècia, la Xina o Rússia es troben entre els aspectes més destacats del programa. Financial Times European Business al rànquing d'escoles de l'any 2013 ha classificat a l'Escola d'Economia d'Estocolm a Riga com la 21 millor universitat de negocis a Europa.